# 女のみち
『女のみち』（おんなのみち）は、1972年5月10日に発売されたぴんからトリオのデビューシングル。作詞は宮史郎、作曲は並木ひろし。または、1972年12月25日に発売されたぴんからトリオの1枚目のLP。本項では、シングルとLPの両方について解説する。また本曲を題材とした映画についても解説する。

## 解説
1971年、ぴんからトリオの結成10周年記念（ぴんからトリオの前身の「スパローボーイズ」の結成から数えて）として彼らの自作曲であるこの曲を自主制作で300枚プレスし、有線放送で流したところ大きな反響があった。そして1972年、第一プロダクションの協力により日本コロムビアからレコード発売が決定すると爆発的なヒット曲となった。1973年の『第24回NHK紅白歌合戦』に「ぴんから兄弟」として出場。
ジャケットは営業先のクラブの店内で撮影された写真が使われており、赤いスーツの上下で揃えた3人が後列に立っているが（左から史郎、五郎、並木）、前列で椅子に座ってワイングラスを構えた2人は結成10年の記念に作った自主制作版の費用を出してくれたいとこ（左）と友人（右）で、同席した時の記念写真を使ったという。
1992年には「デビュー20周年記念曲」として、宮史郎が「女のみち」のアレンジ版である「女のみち!OLE!」を発表した。
1998年6月20日、宮史郎名義で8cmCDシングルとカセットテープで再発された（このときはぴんからトリオの3枚目のシングルである「女のゆめ」をカップリングに収録）。
TBSで放映されたバラエティ番組『8時だョ!全員集合』で、加藤茶の扮するお巡りさんのコントで、登場の際に本作を歌いながら出てくるのが通例だったため、（歌詞の内容とは無関係に）子どもたちにも覚えられ、国民的認知度が一層高まったと言われている。加藤が後日談として語ったところでは、ある時本職の警官に「ああいう警察官はいないから」と言われ、「それくらい知ってるよ」と思ったという。
ウーマン・リブに逆らう時代錯誤な「弱々しい女」を描いた歌詞や「ド演歌」と表現されたメロディ・節回しは、その後の演歌のスタイルに莫大な影響を与えた。

## 収録曲
A面
1. 女のみち

B面
1. 沖縄のひと

## オリコンによるデータ
- 年間シングル売り上げ枚数2年連続第1位
  - 1972年・1973年のオリコン年間シングルチャート第1位。年間シングル売り上げ2年連続1位を記録した唯一の楽曲。
- シングルチャート16週連続1位（1972年10月30日付 - 1973年2月12日付）
  - 1972年末から1973年にかけては、さらにちあきなおみの「喝采」が12週連続2位、天地真理の「ふたりの日曜日」が6週連続3位を記録。1973年1月8日付 - 1973年2月5日付までのオリコンシングルチャートでは、1位「女のみち」、2位「喝采」、3位「ふたりの日曜日」でTOP3の顔ぶれが全く変わらなかった。
- 週間売上10万枚（1万点）以上　12週連続（1972年10月30日付 - 1973年1月15日付）[4]
  - この記録はその後CHAGE&ASKAの「SAY YES」（1991年8月5日付 - 10月21日付）が並ぶ。なおオリコンの記録上、週間売上10万枚以上の連続記録でこの2曲に次ぐシングルはピンキーとキラーズの「恋の季節」、子門真人の「およげ!たいやきくん」で、共に11週連続。
- シングル売上歴代2位（1位は子門真人の「およげ!たいやきくん」。2016年12月現在）[5]
- デビューシングル売上歴代1位
- お笑いタレントによるシングル売上歴代1位（ちなみに2位はH Jungle with tの「WOW WAR TONIGHT 〜時には起こせよムーヴメント」）
- シングルチャートTOP100滞在 84週

## 累計売上など
- 日本コロムビア公称シングル売上400万枚[6]。累計売上340万枚[7]、380万枚[8]とも。
  - 同名のLP、カセットテープを含めると公称500万枚。
- 1972年の日本コロムビアのシングル売上1位[6]。
- また、岸部清が記録したところによると、累計売上は326万2339枚[9]。

## 再発
- 女のみち!OLE!（1992年5月21日、カセットテープ、規格品番：COSA-325）
  1. 女のみち!OLE!
  2. 女のみち!OLE!（カラオケ）
  3. 女の爪
  4. 女の爪（カラオケ）

- 女のみち／女のゆめ（1998年6月20日、カセットテープ、規格品番：COSA-1283）
  1. 女のみち
  2. 女のみち（オリジナル・カラオケ）
  3. 女のゆめ
  4. 女のゆめ（オリジナル・カラオケ）

## アルバム
1972年12月25日、ぴんからトリオのファーストアルバム『女のみち』が、規格品番：ALS-4650で発売された。
1973年2月に、Taileeから規格品番：TLA-1268でも発売されている。

### 収録曲
A面
1. 女のみち
2. 未練ごころ
3. 女の意地
4. 哀愁海峡
5. 恍惚のブルース
6. 沖縄のひと

B面
1. 裏町人生
2. 恋あざみ
3. おんなの宿
4. 新妻鏡
5. 人妻椿
6. 雨に咲く花

### オリコンによるデータ
- 1973年年間LP売上1位（27.0万枚）
  - 同チャートで演歌作品が1位を記録したのは、本作以外には1970年の藤圭子『新宿の女／“演歌の星”藤圭子のすべて』のみ。
- LPチャート1位（1973年1月15日付）
  - 演歌作品による同チャート1位は、1970年8月10日付の藤圭子『新宿の女』以来。次の同記録達成は1977年10月10日付の石川さゆり『暖流』。
- LPチャートTOP100滞在　49週

## この曲を題材とした作品

### 夜の歌謡シリーズ
- 『夜の歌謡シリーズ 女のみち』
1969年公開『夜の歌謡シリーズ おんな』以来4年振りの『夜の歌謡シリーズ』第9作。ワイド、フジカラー、80分。
主演は梅宮辰夫で、ぴんからトリオもスナックのボーイ兼歌手役として助演している[11]。

#### スタッフ
- 企画 - 安斉昭夫
- 脚本 - 成沢昌茂
- 監督 - 山口和彦
- 撮影 - 清水政郎
- 音楽 - 津島利章
- 美術 - 中村修一郎
- 録音 - 井上賢三
- 照明 - 川崎保之丞
- スチル - 加藤光男
- 編集 - 田中修
- 助監督 - 馬場昭格

#### 出演者
- 的場健 - 梅宮辰夫
- 北山洋子 - 中島ゆたか
- 下田明代 - 賀川雪絵
- 有田美奈子 - 渡辺やよい
- ぴんからトリオ - ぴんからトリオ
- 関茂夫 - 荒木一郎
- 河本健一 - 須賀不二男
- 的場せの - 角梨絵子
- 酒井鳳山 - 殿山泰司
- 園江 - 葵三津子
- 小春 - 水上千湧子
- 麗花 - 王祥齢
- 清美 - 城恵美
- 真弓 - 章文英
- おかみさん - 竹村清女
- 中年男 - 山田甲一
- 老婆 - 小甲登技恵
- 学生 - 青木卓司
- 運転手 - 小林稔侍
- 若い娘 - 亀井和子
- ボーイ - 木村修

#### 製作
中島ゆたかのヒロイン抜擢は、カネボウのCMに出ていた中島を見染めたぴんからトリオからの強い推薦。中島はぴんから三人共有の恋人だけに、中島と梅宮辰夫のラブシーンに「あんまりひっついたらあかんでェ」「変なことされたら殴るで」などと脅し梅宮を困惑させた。

#### 同時上映
- 網走番外地 望郷篇 （再映）
- 網走番外地 北海篇 （再映）
- 高倉健主演 /  石井輝男脚本・監督

### オムニバス映画
- 『歌謡曲だよ、人生は』（2007年）
第5話「女のみち」（監督：三原光尋）
主演も「女のみち」のオリジナル歌手である宮史郎が務めた。